# Гастон Браун
Гастон Браун (англ. Gaston Alphanso Browne; нар. 6 лютого 1967, Поттерс-Вілладж, Антигуа і Барбуда) — четвертий прем'єр-міністр Антигуа і Барбуди з 13 червня 2014 року, лідер Лейбористської партії.
Гастон Браун народився в Поттерс-Вілладж на острові Антигуа.
За підсумками парламентських виборів червня 2014 року лейбористи на чолі з Брауном повернулися до влади після 10 років опозиції, отримавши 14 з 17 місць. 13 червня 2014 року Браун був приведений до присяги прем'єр-міністра.